# Вирья (кантон)
Вирья́ (фр. Viriat) — кантон во Франции, находится в регионе Рона — Альпы, департамент Эн. Входит в состав округа Бурк-ан-Брес.
Код INSEE кантона — 0143. Всего в кантон Вирья входят 6 коммун, из них главной коммуной является Вирья.

## Коммуны кантона
| Коммуна         | Население, чел | Почтовый индекс | Код INSEE |
| --------------- | -------------- | --------------- | --------- |
| Бюэлла          | 1 288          | 01310           | 01065     |
| Ванден          | 510            | 01660           | 01429     |
| Вирья           | 5 288          | 01440           | 01451     |
| Монсе           | 489            | 01310           | 01259     |
| Полья           | 2 019          | 01310           | 01301     |
| Сен-Дени-ле-Бур | 4 921          | 01000           | 01344     |

## Население
Население кантона на 1999 год составляло 14 515 человек.
| 1962 | 1968 | 1975 | 1982   | 1990   | 1999   | 2006 | 2007 |
| ---- | ---- | ---- | ------ | ------ | ------ | ---- | ---- |
| 7062 | 8140 | 9625 | 10 815 | 12 868 | 14 515 | -    | -    |